# Associação de Arenas Europeias
Associação de Arenas Europeias (AAE) é uma associação internacional sediada na Holanda que representa trinta e uma arenas de vinte países da Europa. Estas estruturas devem ser fechados, multi-funcionais, com uma capacidade de pelo menos seis mil pessoas, e conseguindo assim manter altos padrões de qualidade em todas as áreas.

## Lista de arenas
Esta é uma lista completa das arenas que se tornaram membros da AAE:
| Arena                                     | Cidade     | País          | Capacidade |
| ----------------------------------------- | ---------- | ------------- | ---------- |
| Ahoy Rotterdam                            | Roterdão   | Países Baixos | 10,500     |
| Arena Riga                                | Riga       | Letônia       | 12,500     |
| Arena Zagreb                              | Zagreb     | Croácia       | 16,500     |
| Beogradska Arena                          | Belgrado   | Sérvia        | 25,000     |
| Budapest Sports Arena                     | Budapeste  | Hungria       | 12,500     |
| Avicii Arena                              | Estocolmo  | Suécia        | 14,000     |
| Főnix Hall                                | Debrecen   | Hungria       | 8,500      |
| Forest National                           | Bruxelas   | Bélgica       | 8,000      |
| Hallenstadion                             | Zurique    | Suíça         | 13,000     |
| Hartwall Areena                           | Helsínquia | Finlândia     | 13,000     |
| Malmö Arena                               | Malmö      | Suécia        | 15,500     |
| Mediolanum Forum                          | Milão      | Itália        | 12,000     |
| National Exhibition Centre                | Birmingham | Inglaterra    | 11,000     |
| O2 Arena                                  | Praga      | Chéquia       | 18,000     |
| O2 World                                  | Berlim     | Alemanha      | 17,000     |
| O2 World                                  | Hamburgo   | Alemanha      | 16,000     |
| Odyssey Arena                             | Belfast    | Irlanda       | 14,000     |
| Olympiahalle                              | Munique    | Alemanha      | 12,500     |
| Palacio Vistalegre                        | Madrid     | Espanha       | 14,000     |
| Palais Omnisports de Paris-Bercy          | Paris      | França        | 17,000     |
| PalaLottomatica                           | Roma       | Itália        | 11,350     |
| Palau Sant Jordi                          | Barcelona  | Espanha       | 17,000     |
| Altice Arena                              | Lisboa     | Portugal      | 20,000     |
| Saku Suurhall                             | Tallinn    | Estónia       | 8,000      |
| Scandinavium                              | Gotemburgo | Suécia        | 12,000     |
| Scottish Exhibition and Conference Centre | Glasgow    | Escócia       | 12,500     |
| Siemens Arena                             | Vilnius    | Lituânia      | 12,500     |
| St. Jakobshalle                           | Basileia   | Suíça         | 9,000      |
| Arena O2                                  | Londres    | Inglaterra    | 23,000     |
| Arena Wembley                             | Londres    | Inglaterra    | 12,300     |
| Wiener Stadthalle                         | Viena      | Áustria       | 16,000     |